# 蓋爾斯敦 (馬里蘭州)
蓋爾斯敦（英語：Galestown）是一個位於美國馬里蘭州多徹斯特縣的市鎮。

## 人口
根據2020年美國人口普查的數據，蓋爾斯敦的面積為0.66平方千米，當中陸地面積為0.61平方千米，而水域面積為0.05平方千米。當地共有人口111人，而人口密度為每平方千米168人。